# Arthur Birkett
 Der er for få eller ingen kildehenvisninger i denne artikel, hvilket er et problem. Du kan hjælpe ved at angive troværdige kilder til de påstande, som fremføres i artiklen.

Arthur Ernest Barrington Birkett (25. oktober 1875 i Exeter, Devon – 1. april 1941 i Hammersmith, London) var en britisk cricketspiller som deltog i de olympiske lege 1900 i Paris
Birkett blev olympisk mester i cricket under OL 1900 i Paris.
Han var med på det britiske hold Devon & Somerset County Wanderers som besejrede de franske crickethold Union des Sociétés Françaises de Sports Athlétiques med 262-104 i finalen, en finale varede over to dage. 